# St-Pierre (Neuf-Marché)

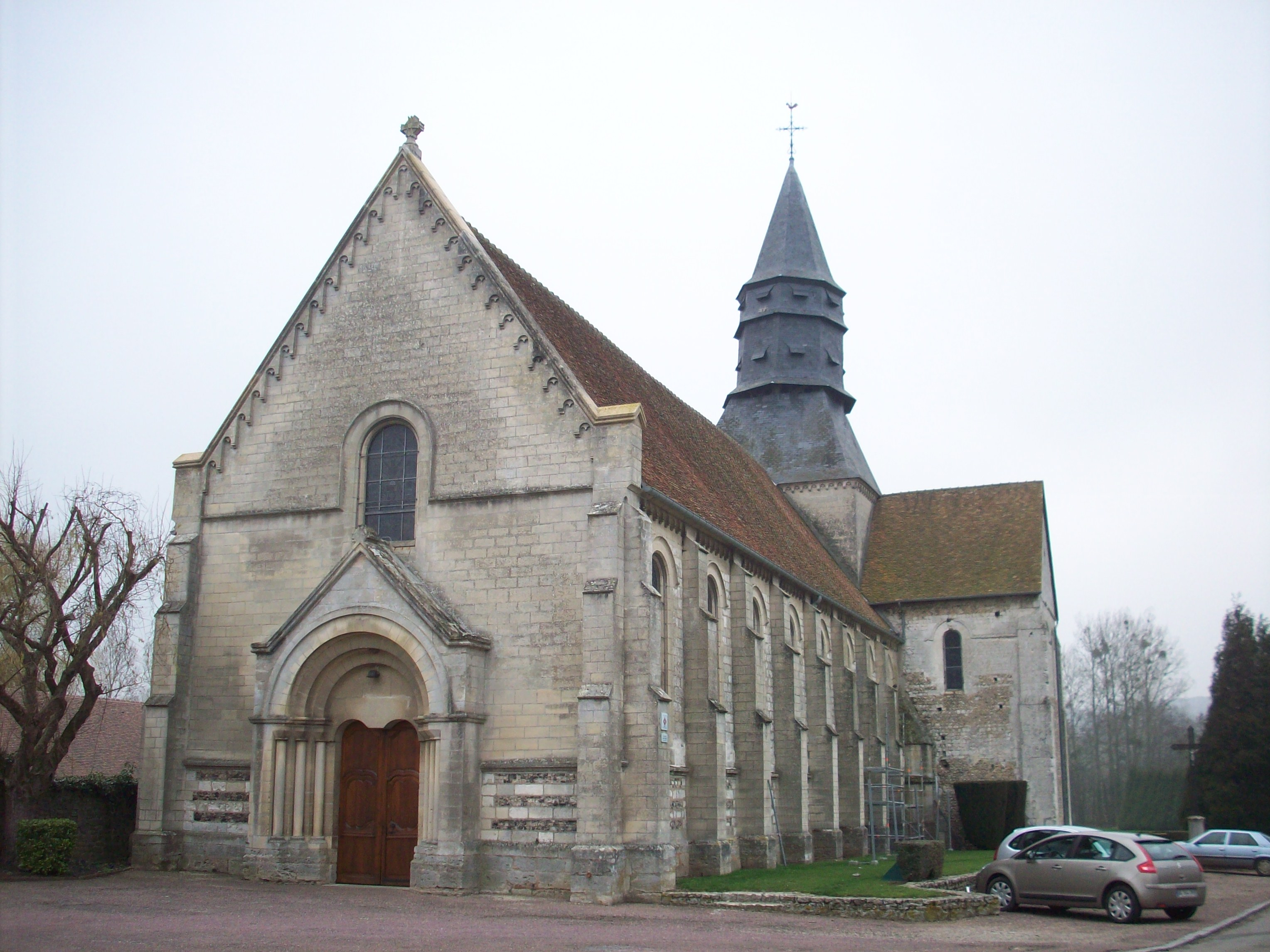
Kirche St-Pierre in Neuf-Marché

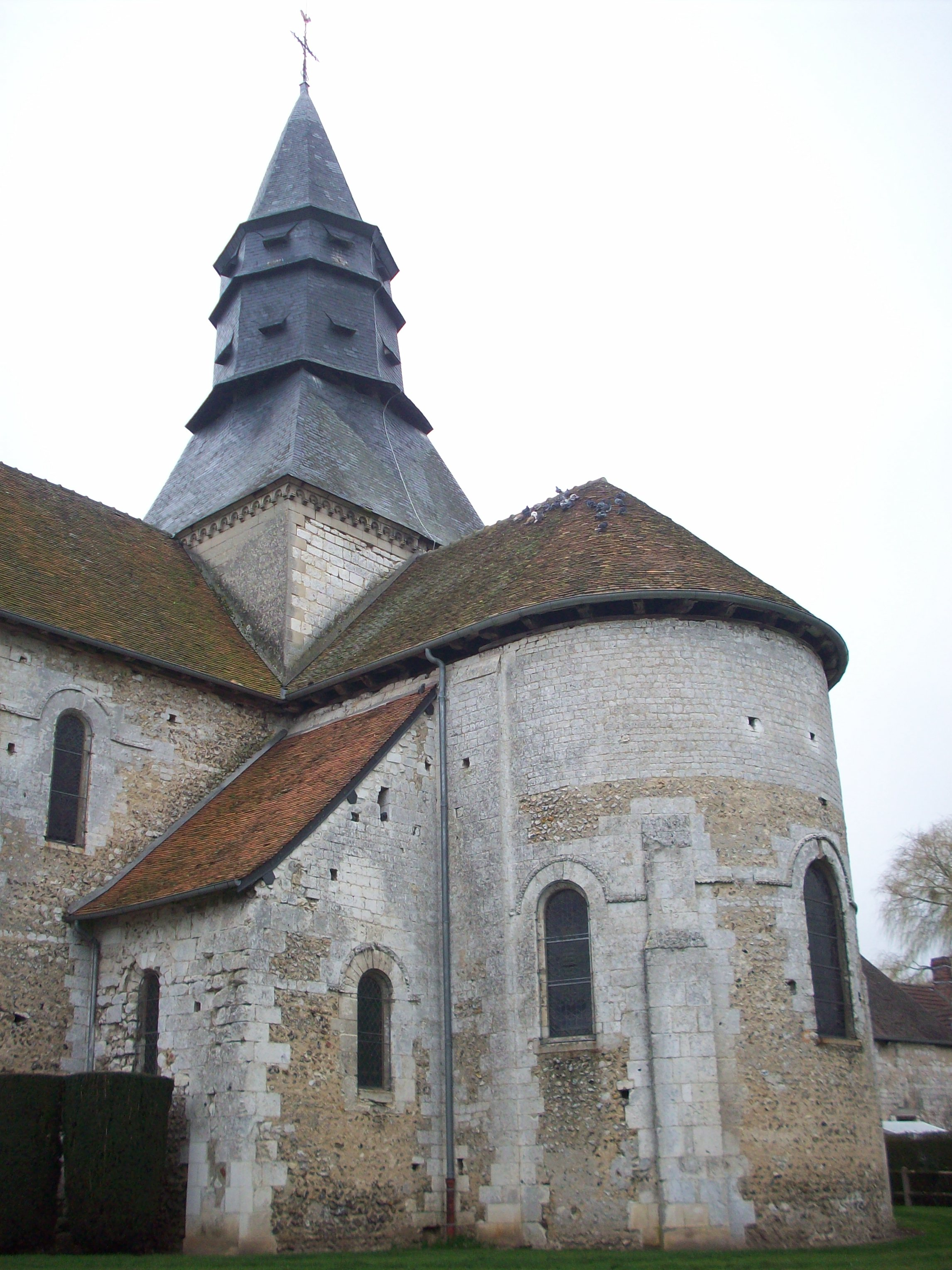
Apsis und Vierungsturm

Die römisch-katholische Pfarrkirche Saint-Pierre in Neuf-Marché, einer französischen Gemeinde im Département Seine-Maritime in der Region Normandie, wurde ab dem 12. Jahrhundert errichtet. Die romanische Kirche in der Rue du Moulin ist seit 2004 ein geschütztes Baudenkmal (Monument historique).

## Geschichte
Die dem Apostel Petrus geweihte Kirche wurde an der Stelle einer Stiftskirche des 11. Jahrhunderts errichtet. Um 1070/80 vertrieb Hugo von Grandmesnil (um 1025–1093) die Kanoniker und ersetzte sie durch Mönche aus der Abtei Saint-Évroult, die in Neuf-Marché ein Priorat einrichteten, das bis zur Revolution bestand. Die Kirche wurde auch als Pfarrkirche genutzt. Die ältesten Teile der Kirche stammen aus dem frühen 12. Jahrhundert. Im 19. Jahrhundert hat sie unter den Renovierungen gelitten und nach den Schäden im Zweiten Weltkrieg wurde sie nicht sachgemäß wiederaufgebaut.

## Beschreibung
Die Vierung besteht aus vier großen, nicht profilierten Rundbogenarkaden. Die Querhausarme sind kurz und dafür sehr hoch. Im linken Querhausarm ist eine Treppe erhalten, die zum Dormitorium der Mönche führte. Der Chor ist von einem Tonnengewölbe überspannt, daran schließt sich eine Apsis mit Halbkuppel an. Beidseitig des Chores befinden sich einjochige Kapellen mit geradem Abschluss und Kreuzgratgewölben. Den Übergang zum Hauptschiff bilden Spitzbögen, die sich auf profilierte Deckplatten stützen. Der quadratische Vierungsturm wurde im 19. Jahrhundert auf einen Stumpf reduziert. Über den Fenstern des südlichen Querhauses verlaufen skulptierte Bänder, die auf der Westseite Blattwerk und auf der Südseite aus einem Diamantfries bestehen. Auf der Ostseite sind Palmetten, Rosetten und Sägezähne zu sehen. Der Südgiebel des Querhauses ist von zwei, die Apsis von drei Rundbogenfenstern durchbrochen.